# ویلیام لنگفورد (ورزشکار)
ویلیام لنگفورد (انگلیسی: William Langford; ۷ اوت ۱۸۹۶ – ۲۱ ژانویهٔ ۱۹۷۳) قایقران روئینگ اهل کانادا بود.